# Jack Butland
Jack Butland (Bristol, 1993. március 10. –) angol válogatott labdarúgó, aki jelenleg a Rangers kapusa.
John Ruddy sérülése miatt behívták a 2012-es labdarúgó-Európa-bajnokságra utazó angol válogatott keretébe. 2011 szeptemberében debütált a The Football League-ben a Cheltenham Town játékosaként, mivel kölcsönben szerepelt a klubnál.

## Pályafutása

### Klubcsapatban
Butland Bristol városában született. A Clevedon United együttesénél nevelkedett, majd 2007-ben csatlakozott a Birmingham City akadémiájához. 2009-ben a clevedoni iskolát otthagyta, az akadémián két évig ösztöndíjas volt. 2010. március 17-én 17 évesen debütált a tartalékcsapatban, majd aláírta első profi szerződését, amely két és fél évre szólt. A 2009-10-es szezonban őt választották meg a Birmingham City-nél az év fiatal játékosának, majd 2010 októberében kéztörés miatt esett át műtéten.
2011-ben debütált az angol U21-es válogatottban, majd az angol negyedosztályban is bemutatkozhatott kölcsönjátékosként a Cheltenham Town csapatánál. 2011. szeptember 10-én debütált a Macclesfield Town ellen, kiszorítva Scott Brownt a kezdőcsapatból, aki 107 mérkőzésen védett egyhuzamban a Cheltenhamban. Butlandnak nagy szerepe volt a Cheltenham 2-0-s győzelmében. A kölcsönszerződés közben a Birmingham City-vel 2015-ig szerződést hosszabbított. 2012 januárjában a hónap játékosa címre is jelölték, az itt töltött idő alatt 12 bajnokin lépett pályára.
2012 februárjában visszatért a szezon végéig, ugyancsak kölcsönben a Cheltenham Town-hoz. Miután a Birminghamnél Boaz Myhill megsérült, visszahívták a csapathoz.
2023 januárjában a Manchester United szerződtette a szezon végéig kölcsönben, miután a csapat második számú kapusát, Martin Dúbravkát visszahívta a Newcastle United. A United még a nyáron szerette volna leszerződtetni az angol kapust, mielőtt eltörte kezét. 2023. június 6-án a skót Rangers bejelentette, hogy július 1-jén, a Crystal Palace-szal kötött szerződése lejárta után csatlakozik hozzájuk egy négy évre szóló szerződés keretében. Augusztus 5-én debütált a Kilmarnock elleni 1–0-ra végződő vesztes mérkőzésen.

### Válogatott
2008. október 3-án debütált az angol U16-os korosztályos válogatottban egy Victory Shield mérkőzésen az Észak-Írország U16 ellen 6-0-ra megnyert mérkőzésen.
2009-ben mutatkozott az U17-esek között. A 2010-es U17-es labdarúgó-Európa-bajnokság-on a döntőben a spanyol U17-esek felett aratott győzelmükkel, Anglia először nyerte meg az U17-es labdarúgó-Európa-bajnokságot. a torna 22 fős keretébe is bekerült a remek teljesítménye miatt.
Roy Hodgson nevezte a 2012-es labdarúgó-Európa-bajnokságra utazó keretbe, mivel John Ruddy május 26-án ujját törte.
2012. július 2-án Stuart Pearce nevezte az olimpiára készülő 18 fős keretbe. A brazil olimpiai válogatott elleni felkészülési mérkőzésen állt az olimpiai csapat kapujában először, amit 2-0-ra elvesztettek.

## Statisztika
2024. december 15-én lett frissítve.
| Klub                           | Szezon           | League           | League | League | FA-kupa | FA-kupa | Angol ligakupa | Angol ligakupa | Egyéb | Egyéb | Összesen | Összesen |
| Klub                           | Szezon           | Bajnokság        | P.     | Gólok  | P.      | Gólok   | P.             | Gólok          | P.    | Gólok | P.       | Gólok    |
| ------------------------------ | ---------------- | ---------------- | ------ | ------ | ------- | ------- | -------------- | -------------- | ----- | ----- | -------- | -------- |
| Birmingham City                | 2011–2012        | Championship     | 0      | 0      | 0       | 0       | —              | —              | 0     | 0     | 0        | 0        |
| Birmingham City                | 2012–2013        | Championship     | 46     | 0      | 0       | 0       | 0              | 0              | —     | —     | 46       | 0        |
| Birmingham City                | Összesen         | Összesen         | 46     | 0      | 0       | 0       | 0              | 0              | 0     | 0     | 46       | 0        |
| Cheltenham Town (kölcsönben)   | 2011–2012        | League Two       | 24     | 0      | —       | —       | —              | —              | —     | —     | 24       | 0        |
| Stoke City                     | 2013–2014        | Premier League   | 3      | 0      | 1       | 0       | 0              | 0              | —     | —     | 4        | 0        |
| Stoke City                     | 2014–15          | Premier League   | 3      | 0      | 3       | 0       | 2              | 0              | —     | —     | 8        | 0        |
| Stoke City                     | 2015–2016        | Premier League   | 31     | 0      | 0       | 0       | 4              | 0              | —     | —     | 35       | 0        |
| Stoke City                     | 2016–2017        | Premier League   | 5      | 0      | 0       | 0       | 0              | 0              | —     | —     | 5        | 0        |
| Stoke City                     | 2017–2018        | Premier League   | 35     | 0      | 1       | 0       | 0              | 0              | —     | —     | 36       | 0        |
| Stoke City                     | 2018–2019        | Premier League   | 45     | 0      | 0       | 0       | 0              | 0              | —     | —     | 45       | 0        |
| Stoke City                     | 2019–2020        | Premier League   | 35     | 0      | 0       | 0       | 1              | 0              | —     | —     | 36       | 0        |
| Stoke City                     | 2020–2021        | Premier League   | 0      | 0      | —       | —       | 0              | 0              | —     | —     | 0        | 0        |
| Stoke City                     | Összesen         | Összesen         | 157    | 0      | 5       | 0       | 7              | 0              | —     | —     | 169      | 0        |
| Barnsley (kölcsönben)          | 2013–2014        | Championship     | 13     | 0      | —       | —       | —              | —              | —     | —     | 13       | 0        |
| Leeds United (kölcsönben)      | 2013–2014        | Championship     | 16     | 0      | —       | —       | —              | —              | —     | —     | 16       | 0        |
| Derby County (kölcsönben)      | 2014–2015        | Championship     | 6      | 0      | —       | —       | —              | —              | —     | —     | 6        | 0        |
| Crystal Palace                 | 2020–2021        | Premier League   | 1      | 0      | 1       | 0       | —              | —              | —     | —     | 2        | 0        |
| Crystal Palace                 | 2021–2022        | Premier League   | 9      | 0      | 5       | 0       | 1              | 0              | —     | —     | 15       | 0        |
| Crystal Palace                 | 2022–2023        | Premier League   | 0      | 0      | —       | —       | 0              | 0              | —     | —     | 0        | 0        |
| Crystal Palace                 | Összesen         | Összesen         | 10     | 0      | 6       | 0       | 1              | 0              | —     | —     | 17       | 0        |
| Manchester United (kölcsönben) | 2022–2023        | Premier League   | 0      | 0      | 0       | 0       | 0              | 0              | —     | —     | 0        | 0        |
| Rangers                        | 2023–24          | Skót Premiership | 38     | 0      | 4       | 0       | 4              | 0              | 12    | 0     | 58       | 0        |
| Rangers                        | 2024–25          | Skót Premiership | 15     | 0      | 0       | 0       | 4              | 0              | 8     | 0     | 27       | 0        |
| Rangers                        | Összesen         | Összesen         | 53     | 0      | 4       | 0       | 8              | 0              | 20    | 0     | 85       | 0        |
| Karrier összesen               | Karrier összesen | Karrier összesen | 325    | 0      | 15      | 0       | 16             | 0              | 20    | 0     | 376      | 0        |

### A válogatottban
2018. szeptember 11-én lett frissítve.
| Nemzet   | Év       | Pályára lépések | Gólok |
| -------- | -------- | --------------- | ----- |
| Anglia   | 2012     | 1               | 0     |
| Anglia   | 2015     | 2               | 0     |
| Anglia   | 2016     | 1               | 0     |
| Anglia   | 2017     | 2               | 0     |
| Anglia   | 2018     | 3               | 0     |
| összesen | összesen | 9               | 0     |

## Sikerei, díjai

### Anglia
- U17-es Európa-bajnokság– Győztes: 2010

### Egyéni
- U17-es Európa-bajnokság – A torna csapata: 2010

## Külső hivatkozások
- Jack Butland adatlapja a National-Football-Teams.com oldalon (angolul)

- Jack Butland adatlapja a worldfootball.net oldalon (angolul)